# تپه گورستان شاه ولی
تپه قبرستان شاه ولی مربوط به دوره اشکانیان است و در شهرستان زابل، روستای جان آباد سنجرانی واقع شده و این اثر در تاریخ ۱۷ اسفند ۱۳۸۱ با شمارهٔ ثبت ۷۷۱۶ به‌عنوان یکی از آثار ملی ایران به ثبت رسیده است.